# Portugal i olympiska sommarspelen 2016
Portugal deltog med 92 deltagare vid de olympiska sommarspelen 2016 i Rio de Janeiro. Totalt vann de en bronsmedalj.

## Medaljer
| Medalj | Namn           | Sport | Gren           |
| ------ | -------------- | ----- | -------------- |
| Brons  | Telma Monteiro | Judo  | Damernas 57 kg |